# Oléron
Oléron (fr. Île d’Oléron) – wyspa francuska położona przy atlantyckim wybrzeżu Francji w Zatoce Biskajskiej, na zachód od Rochefort, po południowej stronie cieśniny Pertuis d'Antioche. Druga pod względem powierzchni, po Korsyce, największa wyspa Francji (nie uwzględniając posiadłości zamorskich). Wyspa od 1966 roku jest połączona ze stałym lądem mostem o długości 3027 m. Jest to najdłuższy most we Francji. Od 1991 roku nie pobiera się na nim opłat za przejazd.
Wyspa ma 34 km długości i 12 km szerokości. Zajmuje obszar 174 km² i liczy 19 000 stałych mieszkańców.

## Podział administracyjny
Administracyjnie wyspa należy do departamentu Charente-Maritime, w regionie Poitou-Charentes. Dzieli się na 8 gmin:
- La Brée-les-Bains
- Le Château-d’Oléron
- Dolus-d’Oléron
- Le Grand-Village-Plage
- Saint-Denis-d’Oléron
- Saint-Georges-d’Oléron
- Saint-Pierre-d’Oléron
- Saint-Trojan-les-Bains